# Крабовая котлета
Крабовая котлета (англ. crab cake — букв. «крабовый пирог») — котлета, приготовленная из крабового мяса и других ингредиентов, таких как панировочные сухари, майонез, горчица (обычно готовая горчица, но иногда и горчичный порошок), яйца и приправы. Котлету тушат, запекают, жарят на гриле или во фритюре. Крабовые котлеты пользуются популярностью в США, в местности, окружающей Чесапикский залив, в частности, в штатах Мэриленд и Виргиния.
Самые ранние публикации термина «крабовая котлета»: в «Поваренной книге Нью-Йоркской всемирной выставки» Кросби Гэйджа в 1939 году, в которой они описаны как «крабовые котлеты Балтимора»; а также в книге Томаса Дж. Мюррея «Кулинария жареных блюд», опубликованной в 1891 году.
В США крабовые котлеты особенно популярны на побережье Средне-Атлантических и Южно-Атлантических штатов, где процветает крабовая промышленность. Их также можно часто найти в Новой Англии, на побережье Мексиканского залива, на северо-западе Тихого океана и на побережье Северной Калифорнии. Многие рестораны и рыбные рынки рекламируют свои крабовые котлеты как «мэрилендская крабовая котлета» или «крабовая котлета по-мэрилендски».
Хотя можно использовать мясо любого вида крабов, синий или голубой краб, естественная среда обитания которого включает Чесапикский залив, является традиционным выбором и, как правило, считается лучшим на вкус. На Тихоокеанском северо-западе и в Северной Калифорнии краб Дандженесс — популярный ингредиент для крабовых котлет, которые готовят во многих ресторанах по всему региону.
Широко распространена практика замены на более дешёвого синего краба-пловца, который импортируется, как правило, из Азии. Заграничный продукт часто добывается с использованием методов и практик, которые считались бы недопустимыми в США, где индустрия крабовой ловли тщательно регулируется для обеспечения устойчивости.

## Виды

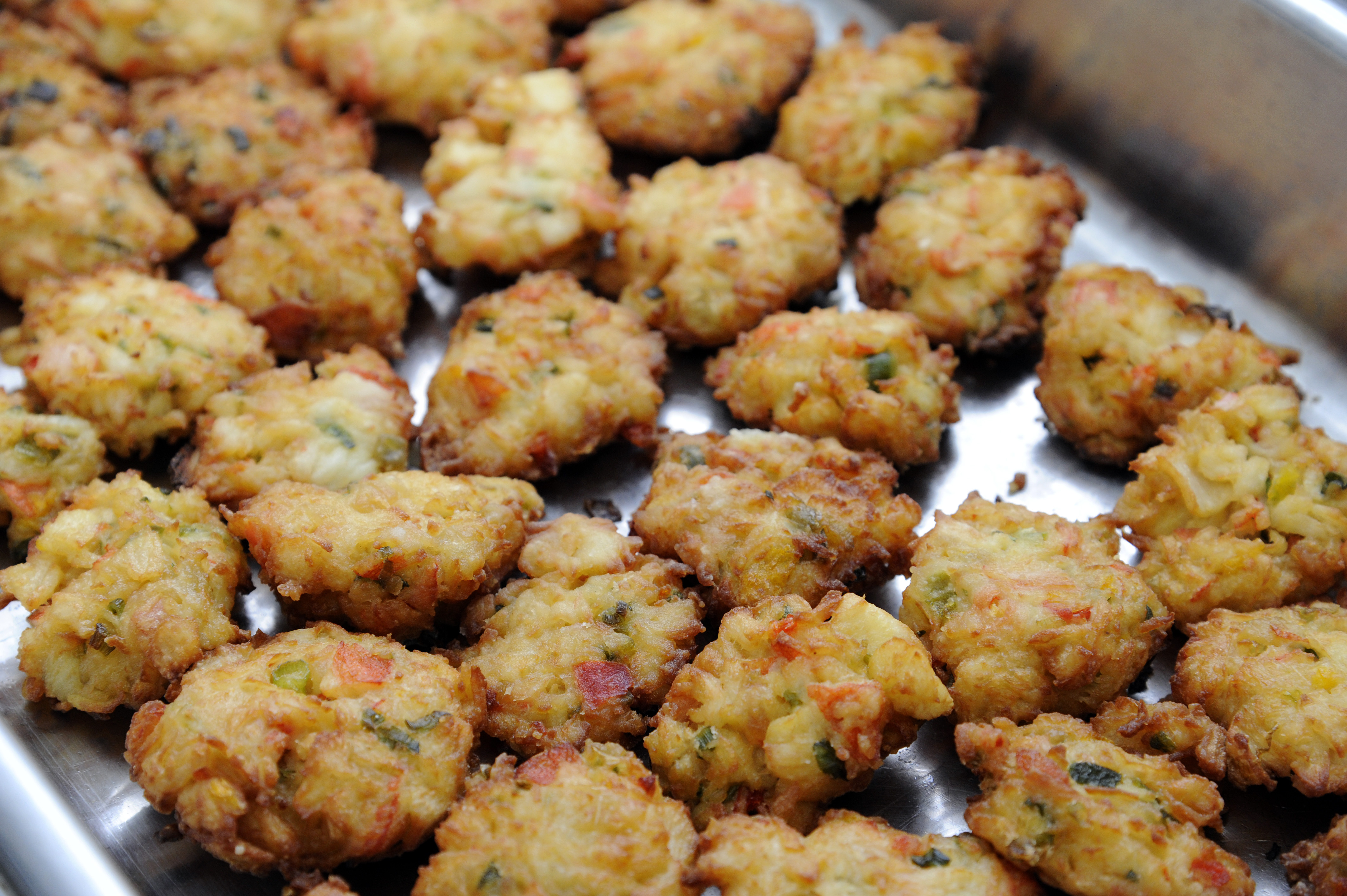
Крабовые котлеты на авиабазе Мисава, Япония

Котлеты готовятся из фарша, для которого крабовое мясо измельчается, и затем в него добавляются другие ингредиенты.
Крабовые котлеты часто готовят без наполнителя, из неизмельченного крабового мяса, которое подают на блюде или сэндвиче.
В качестве заменителя крабового мяса в некоторых странах для приготовления котлет используются крабовые палочки.
На гарнир обычно подают картофель фри, салат из капусты, картофель или макаронный салат. В ресторанах крабовые котлеты подают с долькой лимона и солёными крекерами, а иногда и с другими соусами, такими как ремулад, соус тартар, горчица, коктейльный соус, кетчуп или вустерский соус. Крабовые котлеты различаются по размеру: от размера маленького печенья до гамбургера.